# Uí Ceinnselaig
Os Uí Ceinnselaig (também Uí Cheinnselaig), do irlandês antigo "netos de Cennsalach", são uma dinastia irlandesa de Leinster, que traçam sua descendência a partir de Énnae Cennsalach, um suposto contemporâneo de Niall dos Nove Reféns. É dito que Énnae era neto de Bressal Bélach e primo de Dúnlaing mac Énda Niada, ancestral epônimo dos rivais Uí Dúnlainge.
As primeiras associações dos Uí Ceinnselaig estão com a região em torno de Rathvilly, condado de Carlow, e as cabeceiras do rio Slaney, mas com o tempo o centro de seu poder foi empurrado em direção ao sul, mais tarde sendo encontrados em torno de Ferns, no condado de Wexford, local do mosteiro de São Máedóc (morto em 626 ou 632).
Os primeiros Reis de Leinster vieram dos Uí Ceinnselaig e dos Uí Dúnlainge, mas os Uí Dúnlainge passaram a dominar a realeza da província, e depois de Áed mac Colggen (morto em 738) foram trezentos anos até que novamente um integrante da dinastia Uí Ceinnselaig, Diarmait mac Mail na mBo, fosse proclamado rei de Leinster.
Os reis notáveis da Uí Ceinnselaig e clãs relacionados incluem:
- Brandub mac Echach (morto em 603)[1]
- Áed mac Colggen (morto em 738)
- Diarmait mac Maíl na mBó (morto em 1072)
- Murchad mac Diarmata (morto em 1070)
- Diarmait mac Murchada (morto em 1171)
- Aoife MacMurrough (morta em 1188)
- Art Mór Mac Murchadha Caomhánach (morto em 1417)